# Prix Wateler de la Paix
Le prix Wateler de la paix est un prix néerlandais décerné depuis 1931 par la Fondation Carnegie à des personnes ou des institutions qui ont apporté une contribution exceptionnelle à la promotion de la paix par leurs paroles, actes ou écrits.

## Historique
Le prix est créé par le banquier néerlandais Johan Wateler, mort en 1927, dans une disposition testamentaire de 1916 par laquelle il lègue ses biens à la Fondation Carnegie pour qu'elle en remette le revenu annuel à une personne ou une institution, alternativement de nationalité néerlandaise ou étrangère, qui a servi la cause de la paix.

## Le prix
Il est décerné depuis 1931, chaque année jusqu'en 1937, puis après une interruption, de 1948 à 2000. Enfin, depuis 2004, le prix est remis les années paires.
Le montant s'élève à 35 000 €.

## Les lauréats
| 1931      | Union internationale des associations pour la Société des Nations, Bruxelles                                            |
| 1932      | Vereeniging voor Volkenbond en Vrede, La Haye                                                                           |
| 1933      | Arthur Henderson |
| 1934      | Afdeeling Nederland van den Wereldbond voor Internationale Vriendschap door de Kerken                                   |
| 1935      | Radio-Omroepdienst van den Volkenbond, Genève                                                                           |
| 1936      | Académie de droit international de La Haye                                                                              |
| 1937      | Robert Baden-Powell |
| 1938      | Nederlandsche Jeugd-Herberg Centrale; Oecomenische Vereeniging in Nederland                                             |
| 1939      | American Friends Service Committee, Philadelphie; Friends' Service Council, Londres                                     |
| 1948      | H.Ch.G.J. van der Mandere, Wassenaar                                                                                    |
| 1949      | Conseil œcuménique des Églises, Genève                                                                                  |
| 1950      | Académie de droit international de La Haye                                                                              |
| 1951      | Institut universitaire de hautes études internationales à Genève                                                        |
| 1952      | Dirk Stikker |
| 1953      | Jean Monnet |
| 1954      | Nederlandse Raad der Europese Beweging, La Haye                                                                         |
| 1955      | Sir Anthony Eden |
| 1956      | Gerrit Jan van Heuven Goedhart                                                                                          |
| 1957      | UNICEF |
| 1958      | Dr Adriaan Pelt |
| 1959      | Georges Moens de Fernig                                                                                                 |
| 1960      | Stichting Opbouwfonds Jeugdherbergen                                                                                    |
| 1961      | Marguerite Nobs, Genève                                                                                                 |
| 1962      | Dr Willem Visser 't Hooft                                                                                               |
| 1963      | Dag Hammarskjøld Minnesfond, Stockholm                                                                                  |
| 1964      | Jongeren Vrijwilligers Programma                                                                                        |
| 1965      | World Federation of United Nations Associations, Genève                                                                 |
| 1966      | Eduard van Beinum, chef d'orchestre néerlandais                                                                         |
| 1967      | Communauté de Taizé, France                                                                                             |
| 1968      | Interkerkelijk Overleg in Radio Aangelegenheden (I.K.O.R.), speciaal t.b.v. de Commissie voor de Wilde Ganzen Omroep    |
| 1969      | Coretta Scott King |
| 1970      | Nederlandse Vereniging voor Internationaal Recht, Utrecht                                                               |
| 1971      | International Social Service, Headquarters, Genève                                                                      |
| 1972      | Prof. Dr Bert Röling (en)                                                                                               |
| 1973      | Alva Myrdal, Stockholm                                                                                                  |
| 1974      | Addeke Hendrik Boerma, directeur général de l'Organisation des Nations unies pour l'alimentation et l'agriculture (FAO) |
| 1975      | Henry Kissinger, Washington                                                                                             |
| 1976      | M. Kohnstamm, Rome |
| 1977      | Manfred Lachs, ancien président et juge de la Cour internationale de justice, La Haye                                   |
| 1980      | Armée du salut, Pays-Bas                                                                                                |
| 1981      | Danny Kaye, artiste américain                                                                                           |
| 1982      | Cornelis Brouwer, représentant du Haut Commissariat des Nations unies pour les réfugiés, La Haye                        |
| 1983      | Prof. Dr Hermann Gmeiner, SOS Villages d'enfants, Autriche                                                              |
| 1984      | Herman van Roijen (en), ancien ministre des affaires étrangères des Pays-Bas                                            |
| 1985      | Commission internationale de juristes, Genève                                                                           |
| 1986      | UNIFIL |
| 1986      | Dr Verghese Kurien, président du National Dairy Development Board (en), Inde                                            |
| 1987      | De Stichting Nederlandse Gehandicaptenraad, Utrecht                                                                     |
| 1988      | Sir Brian Urquhart, ancien secrétaire général adjoint des Nations unies.                                                |
| 1989      | Médecins sans frontières, Pays-Bas                                                                                      |
| 1990      | Prof. Dr Jiří Hájek |
| 1991      | La ville de Leyde, Pays-Bas                                                                                             |
| 1992      | Wilhelm Huber, SOS - Kinderdorpen International                                                                         |
| 1993      | Dr Eelco Krijn, sa femme Karin Krijn-van Goudoever et leurs enfants (posthume)                                          |
| 1994      | Société culturelle et humanitaire juive « La Benevolencia », Sarajevo                                                   |
| 1995      | Max van der Stoel, haut commissaire aux minorités nationales de l'OSCE                                                  |
| 1996      | Rolf Ekéus, diplomate suédois                                                                                           |
| 1997      | Jaap Ramaker, diplomate néerlandais                                                                                     |
| 1998      | Cour permanente d'arbitrage                                                                                             |
| 1999      | Het Liliane Fonds |
| 2000/2001 | Haut Commissariat des Nations unies pour les réfugiés                                                                   |
| 2004      | Theo van Boven (en), juriste et professeur de droit international néerlandais                                           |
| 2006      | Javier Solana, Haut Représentant de l'Union pour les affaires étrangères et la politique de sécurité, espagnol          |
| 2008      | Patrick Cammaert (en), général de l'armée néerlandaise                                                                  |
| 2010      | Peace One Day (en) et son fondateur Jeremy Gilley                                                                       |
| 2012      | War Child (charity) (en)                                                                                                |
| 2014      | Lakhdar Brahimi, homme politique et diplomate algérien                                                                  |
| 2016      | Sigrid Kaag, diplomate néerlandaise                                                                                     |
| 2018      | Rudi Vranckx, reporter de guerre belge pour VRT Informations                                                            |
| 2020      | Annulé en raison de la pandémie de Covid-19                                                                             |
| 2022      | Centre for Humanitarian Dialogue                                                                                        |